# Scania BR112
Scania BR112 är ett busschassi med tvärställd motor bak och ett högt golv från Scania tillverkat mellan 1977 och 1984. Det ersatte Scania BR111-chassit 1977 och vidareutvecklades till Scania N112-chassit 1984.
Det har liksom det föregående och det efterföljande chassit Scanias 11-litersmotor, vilket återspeglas i modellbeteckningen, där 11 står för motorns slagvolym. Instegen är högre än hos BR111-chassit men golvet inne i bussarna som bygger på BR112 är istället betydligt mera plant, vilket underlättar för passagerare som ska förflytta sig inne i bussarna. Scania BR112-baserade bussar har två trappsteg vid samtliga ingångar. Vid de två främre in-/utgångarna är instegen på stadsbussar något lägre än vid den bakersta in-/utgången om sådan finns och på bussar mera byggda för långväga trafik är insteget i mitten av samma höjd samma som längst bak för att ge plats åt bagageutrymmen under golvet. För att möjliggöra en in-/utgång bakom bakaxeln men även för att göra det bakre överhänget kortare förflyttades kylaren till framför det vänstra hjulhuset på chassina anpassade för högertrafik. Det har liksom det föregående chassit eldriven kylfläkt.
I Sverige byggde vanligen Scania själva karossen till chassit, ett så kallat helbygge, och blev då den kompletta bussen Scania CR112. Karossen monterades vid karosserifabriken i Katrineholm, hos föredetta SKV. I andra länder kunde olika lokala tillverkare bygga bussar på chassit, till exempel Aabenraa i Danmark. Ett antal bussar med denna kaross såldes till Malmö Lokaltrafik. Chassit kunde även fås i 18-meters ledbussutförande (BR112A) i endast vänsterstyrt utförande för högertrafik samt som dubbeldäckare (BR112DH) i högerstyrt utförande för vänstertrafik. Inget av dessa två utföranden gick att få med Scanias egna kaross. Ledversionen fanns men var mycket ovanlig i Sverige men i bland annat Uppsala köptes det in 15 stycken Jonckheere TransCity-ledbussar i början av 1980-talet i serien 600–614. Det har även förekommit enstaka exemplar i Södermanland och i Kalmar län. Dubbeldäckarchassit såldes aldrig i Norden.
Det normallånga och det dubbeldäckade chassit har två axlar medan ledbusschassit har tre. Ledbusschassit var, jämte Mercedes-Benz O305G, det första i världen att ha motorn längst bak med drivning på det bakersta hjulparet och med ett hydrauliskt dämpningssystem i ledkonstruktionen för att förhindra att bussen viker sig. Scanias och Mercedes koncept med bakmotorbaserade ledbusschassin visade sig framgångsrikt då flera andra tillverkare i Europa tog sig an det och idag har de allra flesta moderna ledbussar denna typ av konstruktion.